# Airbomb

Airbomb.

Airbomb är en typ av cylindrisk smällare, med en fot i ena ändan, som är avsedd att placeras vertikalt på mark. En primärladdning i botten på röret skjuter ut en sekundärladdning ur den övre ändan av smällaren som efter en fördröjning, så att kulan hinner komma några meter upp i luften, exploderar. Explosionen kan ske i form av en krevad eller en knall. När smällarna förbjöds i Sverige 2002 blev airbomben en ersättare.[källa behövs]
Tidigare år har det funnits 10" rör, en kula som numera bara är 5".[källa behövs] 10" rör-bomberna förbjöds 2005 efter diskussioner om barn och ungdomars tillgång till dessa.[källa behövs]
10" rörens effekt gav en stighöjd på cirka 100–120 meter och smällen var mycket kraftfull.